# Uzbornia
Uzbornia – część miasta oraz jednostka pomocnicza gminy zwana osiedlem w Bochni, położona w centralno-południowej części miasta. Jest jedną z 14 jednostek pomocniczych Bochni.

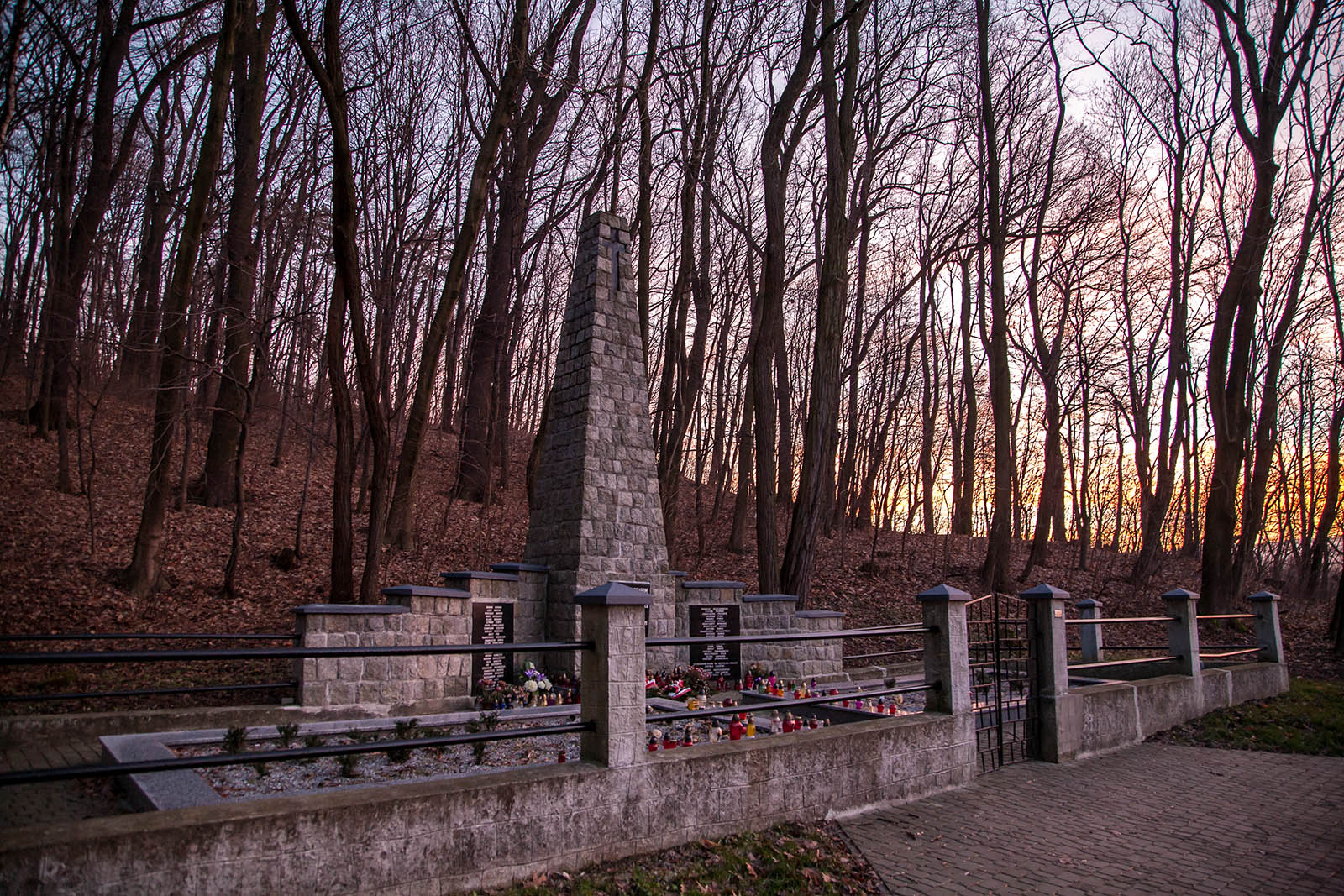
Pomnik ofiar zbrodni dokonanej przez Niemców w 1939 r.

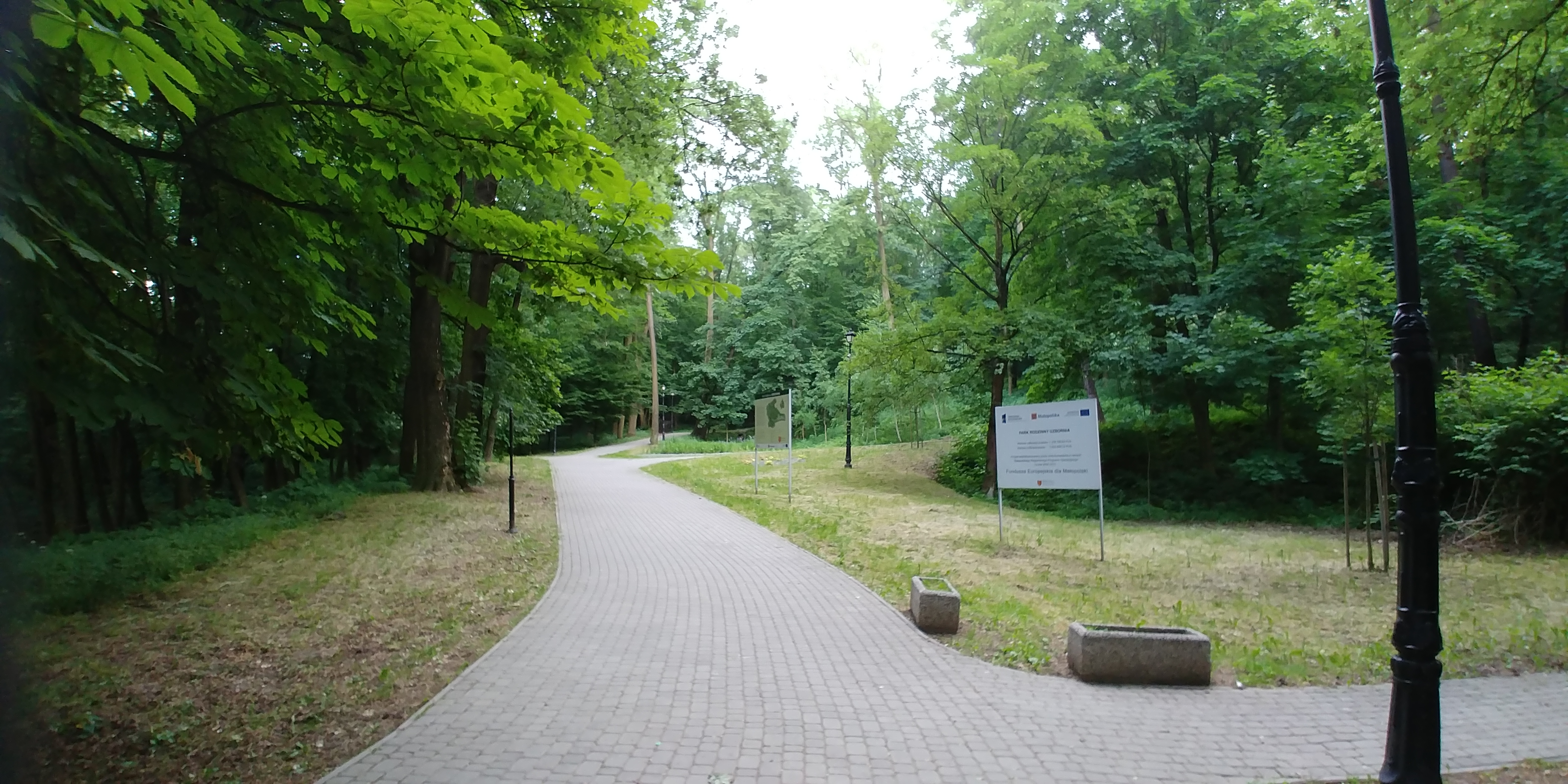
Lasek Uzbornia

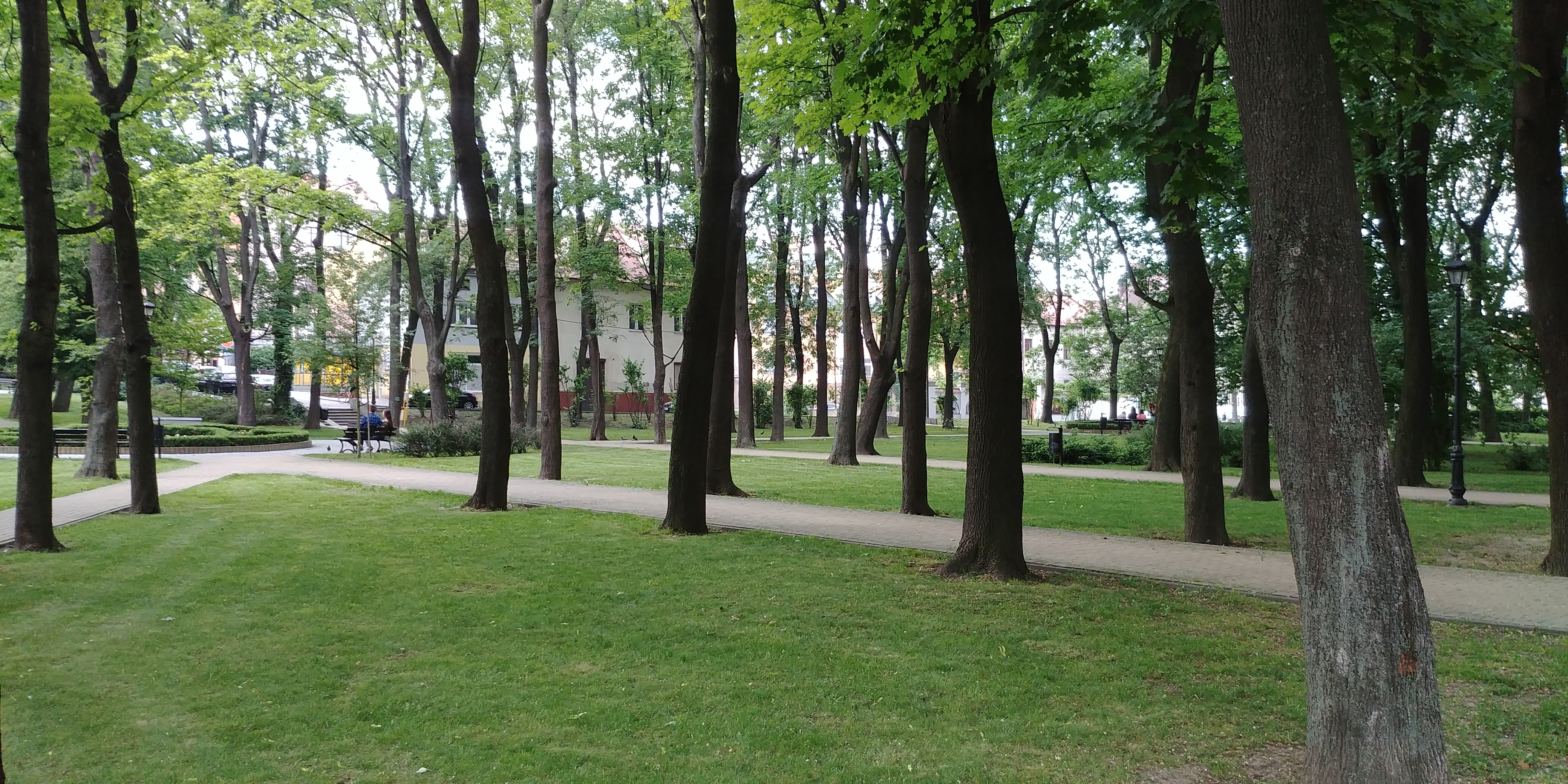
Pl. Turka

## Położenie
Osiedle położone jest w centralno-południowej części miasta nad potokiem Babica i sąsiaduje z następującymi osiedlami:
- od północy: Śródmieście-Campi
- od południa: Kurów
- od wschodu: św. Jana-Murowianka
- od zachodu: Kolanów.

## Charakterystyka
Osiedle charakteryzuje się ogromną ilością terenów zielonych. Mieszczą się tu osiedla mieszkaniowe oraz prywatne domy. W zachodniej części dominują sklepy i restauracje.

## Wzgórze Uzborni
Tutaj hitlerowcy dokonali okrutnego mordu na 52 cywilach. Obecnie jest to największy park miejski. Znajdują się tu place zabaw, boiska sportowe, amfiteatr oraz punkt widokowy.

## Plac Turka
Jest to park miejski, który został ofiarowany miastu przez Józefa Turka. Przez wiele lat zatrzymywały się tu furmanki, które przyjeżdżały na bocheński targ. W czasie okupacji Niemcy wyplantowali teren i stworzyli park „Nur für Deutsche”. Obecnie jest on ogólnodostępny.

## Komunikacja
- 965 – Droga wojewódzka nr 965
- węzeł drogowy z Drogą krajową nr 94 i 75
- przebiegają tędy linie autobusowe BZK o numerze 9[5] oraz RPK o numerach: 2, 9 i 12[6]